# Ryu Ga Gotoku Studio
Ryu Ga Gotoku Studio (яп. 龍が如くスタジオ, Рю га Готоку Студио) — студия-разработчик видеоигр в японской компании Sega, входящий в состав подразделения Sega CS Research and Development No. 1 (セガ 第一CS研究開発部). Она известна разработкой игр серии Like a Dragon, в честь которой и названа студия начиная с выпуска Yakuza 5.
Истоки студии восходят к Sega AM11 в 1998 году, которая была переименована в R&D4 или AM4 в 1999 году. Ее возглавил Тосихиро Нагоси, который присоединился к Sega AM2 в 1989 году и был создателем аркадных игр Daytona USA и Virtua Striker. Во время разработки Shenmue он запросил собственное отделение разработки.
В 2000 году компания AM4 была перепрофилирована в Amusement Vision, которая получила наибольшую известность благодаря играм Super Monkey Ball и F-Zero GX. В последующие годы произошло несколько структурных изменений. В ходе реорганизации в 2003 году неспортивный персонал Smilebit объединился с Amusement Vision, а годом позже Sega объединилась с Sammy, образовав Sega Sammy Holdings. Amusement Vision стала New Entertainment R&D Dept. и выпустила свою первую игру серии Yakuza. Ryu Ga Gotoku Kenzan стала последней игрой серии Like a Dragon, разработанной под именем New Entertainment R&D.
Начиная с Yakuza 3, они стали называться командой CS1 компании Sega, вплоть до Yakuza: Dead Souls. Первой игрой с логотипом RGG (сокр. от Ryu Ga Gotoku) стала Binary Domain, вышедшая в Японии в феврале 2012 года. Со временем логотип студии RGG стал использоваться постоянно и стал способом брендирования и создания собственной идентичности.
По словам главы студии Масаёси Ёкоямы, студия не является организацией, а скорее «концепцией» или «производственной командой». Тем не менее, логотип и название студии стали более узнаваемыми на международном уровне, и логотип используется постоянно.

## История
Amusement Vision была основана в 2000 году и тогда считалась по значимости вторым разработчиком в Sega (после Sonic Team). С 1 июля 2004 года, Amusement Vision и другие дочерние компании Sega — Wow Entertainment, Hitmaker, Smilebit, Sega Rosso, Overworks и United Game Artists объединились в холдинговую компанию Sega Sammy Holdings.
С 2005 года часть сотрудников Smilebit объединились с Amusement Vision и позднее стала называться New Entertainment R&D Dept.

## Игры, разработанные Sega АМ4
- 1995 — Manx TT Superbike (аркадный автомат) (совместно с Sega AM3)
- 1998 — SpikeOut Digital Battle Online (аркадный автомат)
- 1999 — SpikeOut Final Edition (аркадный автомат)

## Игры, разработанные Amusement Vision, Ltd
- 2000 — Virtua NBA (аркадный автомат)
- 2000 — Slash Out (аркадный автомат)
- 2000 — Planet Harriers (аркадный автомат)
- 2000 — Daytona USA 2001 (Dreamcast)
- 2001 — Monkey Ball (аркадный автомат)
- 2001 — Spiker's Battle (аркадный автомат)
- 2001 — Virtua Striker 3 (аркадный автомат)
- 2001 — Super Monkey Ball (GameCube)
- 2002 — Virtua Striker 3 ver.2002 (GameCube)
- 2002 — Virtua Striker 2002 (аркадный автомат)
- 2002 — Super Monkey Ball 2 (GameCube)
- 2003 — F-Zero AX (аркадный автомат)
- 2003 — F-Zero GX (GameCube)
- 2004 — Shining Force: Kuroki Ryu no Fukkatsu (порт для Game Boy Advance, оригинал разработан Climax Entertainment)
- 2004 — Ollie King (аркадный автомат)

## Игры, разработанные Amusement Vision
- 2005 — Shining Force Neo (PlayStation 2, совместно с Neverland)
- 2005 — Super Monkey Ball Deluxe (PlayStation 2, Xbox)
- 2005 — Spikeout: Battle Street (Xbox, совместно с Dimps)
- 2005 — Yakuza (PlayStation 2)
- 2006 — Super Monkey Ball Touch & Roll (Nintendo DS)
- 2006 — Yakuza 2 (PlayStation 2)
- 2006 — Super Monkey Ball: Banana Blitz (Wii)
- 2006 — Shining Force EXA (PlayStation 2, совместно с Neverland)
- 2008 — Yakuza Kenzan! (PlayStation 3)
- 2011 — Super Monkey Ball 3D (Nintendo 3DS, совместно с Dimps)
- 2011 — Yakuza: Dead Souls (PlayStation 3)

## Игры, разработанные CS1 Team (Ryu Ga Gotoku Studio)
- 2010 — Yakuza 3 (PlayStation 3, PlayStation 4, PC, Xbox One)
- 2011 — Yakuza 4 (PlayStation 3, PlayStation 4, PC, Xbox One)
- 2012 — Binary Domain (PlayStation 3, Xbox 360, PC)
- 2012 — Yakuza 5 (PlayStation 3, PlayStation 4, PC, Xbox One)
- 2015 — Yakuza 0 (PlayStation 3, PlayStation 4, PC, Xbox One)
- 2016 — Yakuza Kiwami (PlayStation 4, PC, Xbox One)
- 2016 — Yakuza 6: The Song of Life (PlayStation 4, PC, Xbox One)
- 2017 — Yakuza Kiwami 2 (PlayStation 4, PC, Xbox One)
- 2018 — Fist of the North Star: Lost Paradise (PlayStation 4)
- 2019 — Judgment (PlayStation 4, PlayStation 5, Xbox Series X/S, PC)
- 2019 — Super Monkey Ball Banana Blitz HD (PC, PlayStaion 4, Xbox One, Nintendo Switch)
- 2020 — Yakuza: Like a Dragon (PlayStation 4, PlayStation 5, Xbox Series X/S, Xbox One, PC)
- 2021 — Virtua Fighter 5 Ultimate Showdown (PlayStation 4; разработана совместно с Sega AM2)
- 2021 — Super Monkey Ball Banana Mania (PlayStation 4, PlayStation 5, Xbox Series X/S, Xbox One, PC)
- 2021 — Lost Judgment (PlayStation 4, PlayStation 5, Xbox Series X/S, Xbox One, PC)
- 2023 — Like a Dragon: Ishin! (PlayStation 4, PlayStation 5, Xbox Series X/S, Xbox One, PC)
- 2023 — Like a Dragon Gaiden: The Man Who Erased His Name (PlayStation 4, PlayStation 5, Xbox Series X/S, Xbox One, PC)
- 2024 — Like a Dragon: Infinite Wealth (PlayStation 4, PlayStation 5, Xbox Series X/S, Xbox One, PC)
- 2024 — Super Monkey Ball: Banana Rumble[10] (Nintendo Switch)
- 2025 — Like a Dragon: Pirate Yakuza in Hawaii (PlayStation 4, PlayStation 5, Xbox Series X/S, Xbox One, PC)